# Lhota (ort i Tjeckien, Mellersta Böhmen, lat 50,09, long 14,01)
Lhota är en ort i Tjeckien.   Den ligger i regionen Mellersta Böhmen, i den centrala delen av landet, 29 km väster om huvudstaden Prag. Lhota ligger 409 meter över havet och antalet invånare är 560.
Terrängen runt Lhota är platt åt nordost, men åt sydväst är den kuperad. Runt Lhota är det ganska tätbefolkat, med 62 invånare per kvadratkilometer. Närmaste större samhälle är Kladno, 9,2 km nordost om Lhota. Trakten runt Lhota består till största delen av jordbruksmark.